# Marsopstraße 18 (München)

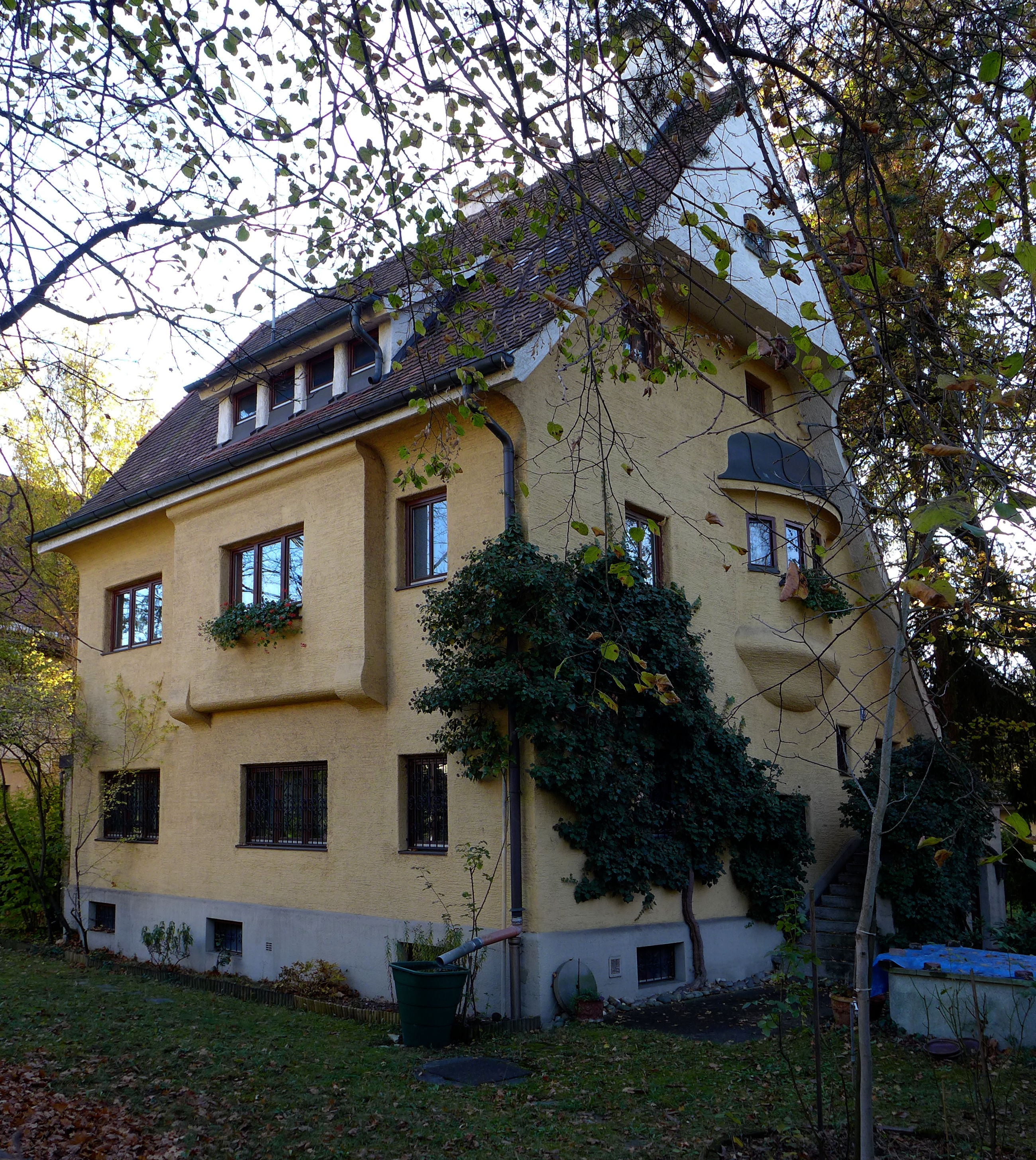
Villa Marsopstraße 18 im Stadtteil Obermenzing von München (2012, vor der Renovierung)

Das Gebäude Marsopstraße 18 im Stadtteil Obermenzing der bayerischen Landeshauptstadt München wurde 1907 errichtet. Die Villa an der Ecke zur Offenbachstraße, die zur zweiten Phase der Bebauung der Villenkolonie Pasing I gehört, ist ein geschütztes Baudenkmal.
Der ein- und zweigeschossige Steilsatteldachbau in Formen des historisierenden Jugendstils besitzt vorkragende Giebel, Rund- und Flacherker an den Hauptseiten und rückwärtig ein hohes Zwerchhaus.
Die Fenster des Hauses, das nach Plänen von Bernhard Borst errichtet wurde, sind nachträglich verändert worden. Die Einfriedung des Grundstücks stammt aus dem Jahr 1907.